# Hendrick van der Burch
Pour les articles homonymes, voir Van der Burch.
Hendrick van der Burch ou Hendrick van der Burgh (1627, Naaldwijk ou Honselersdijk - après 1665, Leyde? ) est un peintre et graveur néerlandais du siècle d'or. Il est connu pour ses peintures et gravures de portraits, de scènes de genre, et d'ensembles architecturaux.

## Biographie
Hendrick van der Burch est né en 1627 à Naaldwijk ou Honselersdijk, près de Delft aux Pays-Bas, et est baptisé le 27 juin 1627 à Naaldwijk.
Ses parents Rochus Hendricksz. van der Burch et Dicwertj. Jochmsdr. van Vliet sont des fabricants de bougies installés à Honselersdijk. L'artiste a au moins cinq sœurs: Anna qui épouse l'orfèvre Barent Jacobsz Gast, Jacomina, Maria, Trijntge et Jannetge qui épouse le peintre Pieter de Hooch, et dont il sera l'apprenti. En 1633, la famille déménage et s'installe successivement à Voorburg, puis à Delft. Hendrick étudie la peinture à Delft en 1642, mais son maître demeure inconnu. Il devient membre de la guilde de Saint-Luc de Delft en 1649. En 1655, il déménage et s'installe à Leyde où il épouse Cornelia Cornelisdr van Rossum en novembre et a cinq enfants avec elle; son fils Rochus sera également peintre. Il devient membre de la guilde de Saint-Luc de Leyde. Il s'installe ensuite successivement à Amsterdam (1659), à Leyde (1661), à Delft (1664) et à Leyde (1666), où son dernier enfant est baptisé cette année-là. Il enseigne la peinture à son fils Rochus van Burgh.
L'année et le lieu de sa mort demeurent inconnus.

## Œuvres
- Femme racommodant, 1640-1644, huile sur chêne, 23 × 20 cm, Collection privée[3].
- Après la traite, Rijksmuseum, Amsterdam.
- Une Remise de diplôme à l'Université de Leyde, vers 1650, huile sur toile, 71 × 59 cm, Rijksmuseum, Amsterdam[4].
- Une Femme et un enfant à la fenêtre, vers 1660, huile sur panneau, 41 × 33 cm, Musée Stedelijk Het Prinsenhof, Delft.
- Un couple et une bergère dans un paysage, 1661, Huile sur chêne, 75 × 59 cm, Nationalmuseum, Stockholm[5].
- Le Marché aux légumes et le vieux Rhin à Leyde, huile sur panneau, 51 × 67 cm, Stedelijk Museum de Lakenhal, Leyde[6].
- Les joueurs de carte, 1660, Detroit Institute of Arts.

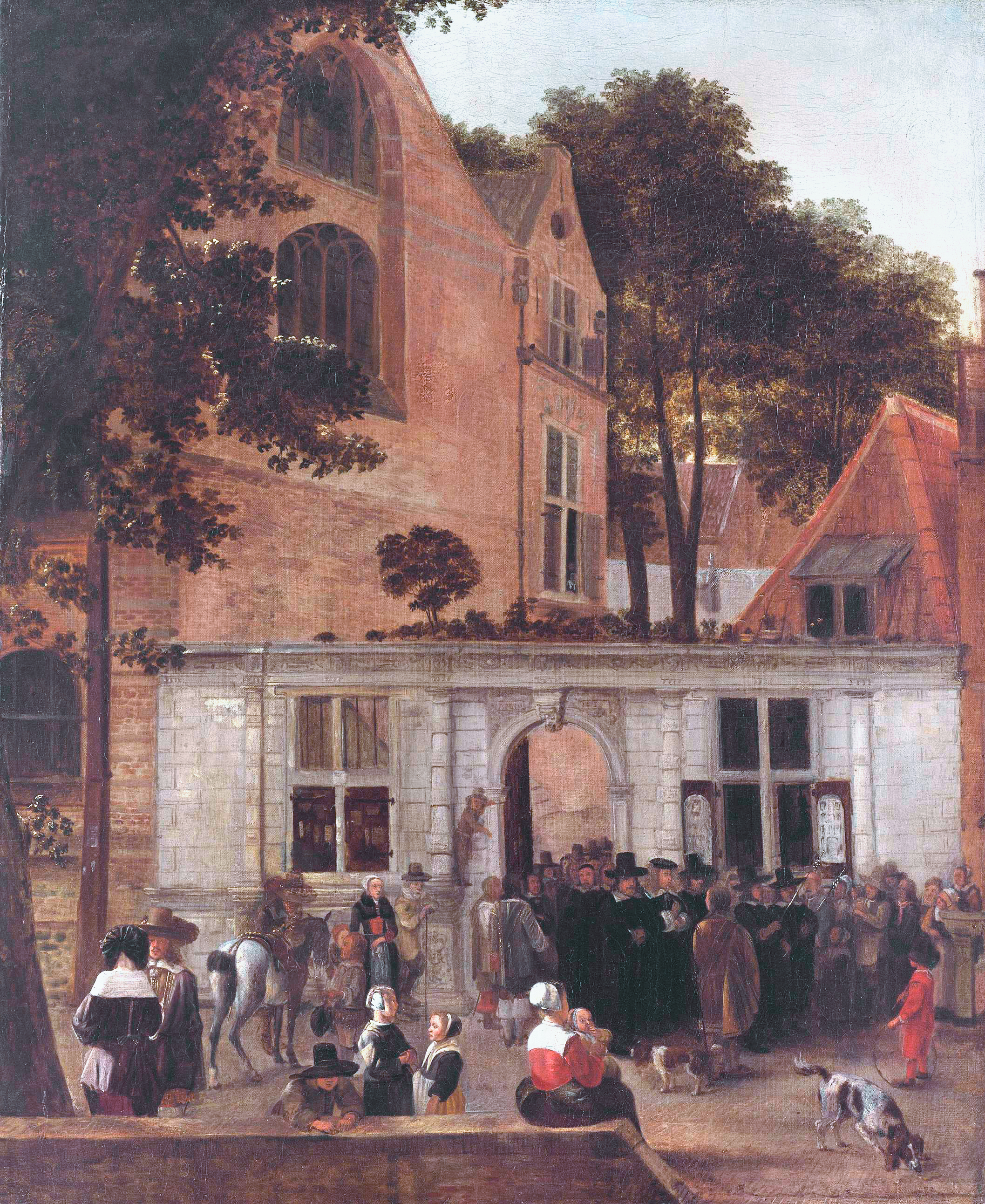
Remise de diplôme vers 1650, Rijksmuseum.
Couple et bergère, 1661 Stockholm.
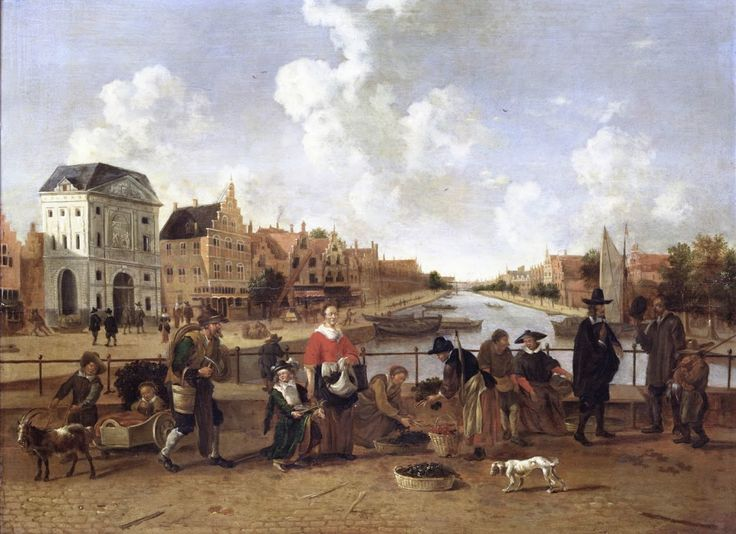
Marché aux légumes Leyde.